# اورلند (نروژ)
اورلند (به لاتین: Ørland) یک شهرستان در نروژ است که در سور تروندلاگ واقع شده‌است.

## خصوصیات
اورلند ۷۳٫۵۶ کیلومترمربع مساحت و ۵٬۱۲۱ نفر جمعیت دارد.